# Limones
Limones est un corregimiento situé dans le district de Barú, province de Chiriquí, au Panama. En 2010, la localité comptait 1 040 habitants.